# District de Leribe

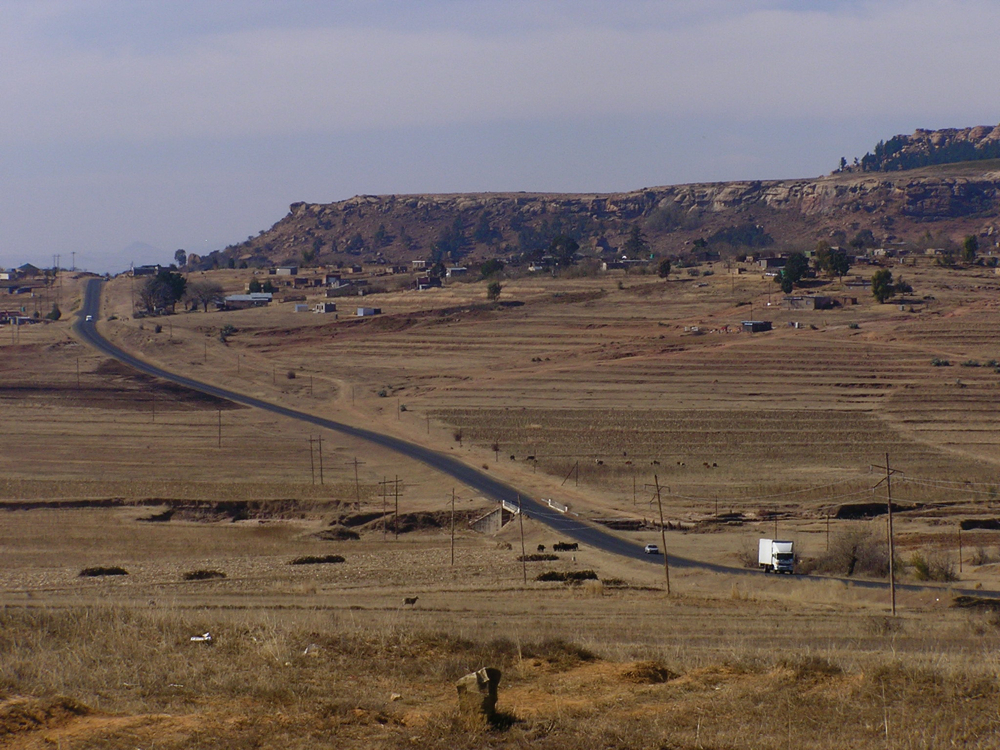
Route nationale dans le district de Leribe

Leribe est un district du Lesotho.